# Franklin Falls
Snoqualmie Falls – wodospad w Stanach Zjednoczonych, w stanie Waszyngton, w hrabstwie King. Wodospad położony jest na Snoqualmie River będącej dopływem Snohomish River uchodzącej poprzez Puget Sound do Oceanu Spokojnego. Wodospad jest położony na wysokości 789 m n.p.m.. Wodospad jest w górze rzeki w pobliżu przełęczy Snoqualmie, w Górach Kaskadowych.
Do wodospadu prowadzi szlak pieszy z lokalnej drogi Forest Road 58, odchodzącej od autostrady I-90 (zjazd 47 Denny Creek). Szlak wiedzie do punktu widokowego. Całość trasy (w obie strony) wynosi 3,2 km, przy różnicy poziomów około 120 metrów. Szlak wiodący do wodospadu jest uznawany za jeden z atrakcyjniejszych w okolicy.